# Weißflügelmeise

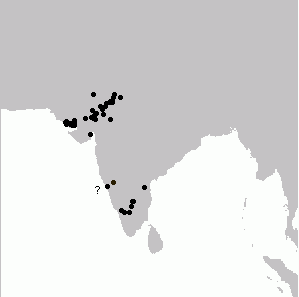
Verbreitungsgebiet der Weißflügelmeise in Indien

Die Weißflügelmeise (Machlolophus nuchalis) ist eine endemisch in Indien vorkommende Singvogelart aus der Familie der Meisen (Paridae).

## Merkmale
Die Weißflügelmeise erreicht eine Körperlänge von ca. 13 Zentimetern. Ein Sexualdimorphismus besteht nicht. Der Oberkopf sowie das Rückengefieder, die Flügel-Armdecken und die mittleren Schwanzfedern sind schwarz, die Unterseite sowie die Handschwingen weiß. Vom Schnabelansatz erstreckt sich ein breiter schwarzer Streifen über Brust und Bauch bis zu den Unterschwanzdecken. Der Nacken sowie die äußeren Schwanzfedern sind weiß. Der kurze Schnabel ist schwarzgrau. Aufgrund der markanten Zeichnung ist die Art unverwechselbar.

## Verbreitung und Lebensraum
Die Weißflügelmeise kommt in getrennten Gebieten im Westen und Süden Indiens lokal vor, hauptsächlich in den Bundesstaaten Gujarat, Rajasthan, Kerala, Tamil Nadu und Andhra Pradesh.

## Lebensweise
Weißflügelmeisen leben paarweise oder in kleinen Gruppen, bevorzugt in dichten Wäldern. Gern halten sie sich in Gummiarabikumbaum-Biotopen (Senegalia senegal) auf, wo sie sich auch von den Samen dieser Pflanze ernähren. Ihr Nahrungsspektrum umfasst außerdem viele Gliederfüßerarten. Die Nester werden bevorzugt in Baumhöhlen von Akazienarten angelegt. Das Weibchen brütet allein und wird vom Männchen mit Nahrung versorgt. Die Brutdauer beträgt in der Regel 14 bis 15 Tage. Die ausgeflogenen Jungvögel werden von beiden Elterntieren gefüttert.

## Bestand und Gefährdung
Die Weißflügelmeise hat ein Verbreitungsgebiet, das in mehrere getrennte Biotope aufgespalten ist. Sie wird von der Weltnaturschutzorganisation IUCN als „vulnerable = gefährdet“ geführt. Die Hauptgefährdungspotentiale betreffen die Ausdehnung des menschlichen Lebensraums in ihre Vorkommensgebiete und das Abholzen von Bäumen, die für die Anlage von Nestern geeignet sind. Die Bereitstellung von Nistkästen könnte eventuell einen gewissen Ausgleich schaffen.